# Karl Momen
Karl Momen, född 3 april 1934 i Mashhad i Iran, död 9 april 2024 i Stockholm i Sverige, var en iransk-svensk arkitekt, målare och skulptör. 
Karl Momen var utbildad vid konstakademierna i Stuttgart och Stockholm. Han var bosatt i Sverige sedan 1962.
Han är skapare av The Metaphor: The Tree of Utah, en 26,5 meter hög skulptur som liknar ett träd, på The Bonneville Salt Flats vid väg Interstate 80. Den stod färdigt 1986.
Karl Momen var verksam som konstnär i USA och Sverige. Momen är representerad vid bland annat Moderna museet i Stockholm.

## Utställningar i urval
- Haus am Lutzowplatz Cultural Centre, Berlin 1979
- Salt Lake Art Centre, Salt Lake City 1985
- Springville Art Museum, Utah 1985
- Striped House Museum, Tokyo 1985
- Haus am Lutzowplatz, Cultur Centre, Berlin 1989
- Brigham Young University Museum of Art, Provo, Utah 1996
- Chicago - The Swedish - American Museum 2004
- Minnesota - Hillstrom Museum of Art at Gustavus Adolphus College 2004
- San José, Califonia - Tec Museum, maj 2004 - sep 2005
- Seattle, Washington - Nordic Heritage Museum feb 2006 -april 2006
- St. Joseph - Michigan - Krasl Art Center maj 2006 - juli 2006